# 除権決定
除権決定（じょけんけってい）とは、公示催告手続を経て裁判所が行う裁判であり、申立てにかかる権利の失権の効力を有する決定のこと。手形、小切手等の有価証券の盗難、紛失などによりその所持（形式的資格）を失った権利者の申立てに応じ、権利と証券との結合を分離し、真の権利者に形式的資格を回復させる場合や、単独で抹消登記を行う場合等に用いられる。
非訟事件手続法の第4編公示催告事件の規定（99条から113条）にしたがい、公示催告手続など一定の手続を踏まえた上で除権決定がなされる。
かつては除権判決と呼ばれていたが、法改正により公示催告手続が決定手続によることになったため、除権決定と名称が変更になった。
除権決定によって回復するのは形式的資格のみで、有価証券上の実質的権利までを回復させるものではないと解されており、除権決定前に手形等を善意取得した者が存在する場合においては、除権決定を得ても有価証券上の権利者としての地位までを回復することはできない。